# Posavsko-podmajevička grupna nogometna liga 1985./86.
"Posavsko-podmajevička grupna nogometna liga" je bila jedna od četiri grupne lige "Međuopćinskog nogometnog saveza Brčko" i liga sedmog stupnja nogometnog prvenstva Jugoslavije u sezoni 1985./86. 
 
Sudjelovalo je 12 klubova, a prvak je bio klub "Pelagićevo".  

## Ljestvica
| mj. | klub                        | ut. | pob. | ner. | por. | gol+ | gol- | bod |
| --- | --------------------------- | --- | ---- | ---- | ---- | ---- | ---- | --- |
| 1.  | Pelagićevo                  | 22  | 14   | 3    | 5    | 76   | 39   | 31  |
| 2.  | Jedinstvo Kopanice          | 22  | 12   | 4    | 6    | 53   | 36   | 28  |
| 3.  | Sloga Hrgovi Donji          | 22  | 12   | 4    | 6    | 29   | 25   | 28  |
| 4.  | Proleter Oštra Luka         | 22  | 12   | 2    | 8    | 54   | 39   | 26  |
| 5.  | Poljoprivednik Krepšić      | 22  | 8    | 9    | 5    | 37   | 33   | 25  |
| 6.  | Mladost Bosanska Bijela     | 22  | 8    | 7    | 7    | 67   | 58   | 23  |
| 7.  | 1. Maj Bok                  | 22  | 9    | 5    | 8    | 46   | 47   | 23  |
| 8.  | 25. Maj Biberovo Polje      | 22  | 10   | 3    | 9    | 45   | 57   | 23  |
| 9.  | Crvena zvijezda Donji Žabar | 22  | 10   | 1    | 11   | 45   | 53   | 21  |
| 10. | Dubrave                     | 22  | 5    | 5    | 12   | 46   | 69   | 15  |
| 11. | Željezničar Jelovče Selo    | 22  | 5    | 3    | 14   | 33   | 57   | 13  |
| 12. | Jedinstvo Bukova Greda      | 22  | 3    | 2    | 17   | 32   | 74   | 8   |

- Bosanska Bijela – naziv za naselje Bijela
- Bukova Greda – tada dio naselja Bok

## Rezultatska križaljka
| kratica | klub                        | 1MAJ | 25MAJ | CRVZ | DUB | JEDBG | JEDK | MLA | PWL | POLJ | PRO | SLO | ŽELJ |
| --- | --------------------------- | ---- | ----- | ---- | --- | ----- | ---- | --- | --- | ---- | --- | --- | ---- |
| 1MAJ | 1. Maj Bok                  |      |       |      |     |       |      |     |     |      |     |     |      |
| 25MAJ | 25. Maj Biberovo Polje      |      |       |      |     |       |      |     |     |      |     |     |      |
| CRVZ | Crvena zvijezda Donji Žabar |      |       |      |     |       |      |     |     |      |     |     |      |
| DUB | Dubrave                     |      |       |      |     |       |      |     |     |      |     |     |      |
| JEDBG | Jedinstvo Bukova Greda      |      |       |      |     |       |      |     |     |      |     |     |      |
| JEDK | Jedinstvo Kopanice          |      |       |      |     |       |      |     |     |      |     |     |      |
| MLA | Mladost Bosanska Bijela     |      |       |      |     |       |      |     |     |      |     |     |      |
| PEL | Pelagićevo                  |      |       |      |     |       |      |     |     |      |     |     |      |
| POLJ | Poljoprivednik Krepšić      |      |       |      |     |       |      |     |     |      |     |     |      |
| PRO | Proleter Oštra Luka         |      |       |      |     |       |      |     |     |      |     |     |      |
| SLO | Sloga Hrgovi Donji          |      |       |      |     |       |      |     |     |      |     |     |      |
| ŽELJ | Željezničar Jelovče Selo    |      |       |      |     |       |      |     |     |      |     |     |      |
| |                             |      |       |      |     |       |      |     |     |      |     |     |      |
| podebljan rezultat - utakmice od 1. do 11. kola (1. utakmica između klubova) rezultat normalne debljine - utakmice od 12. do 22. kola (2. utakmica između klubova) rezultat nakošen - nije vidljiv redoslijed odigravanja međusobnih utakmica iz dostupnih izvora rezultat nakošen i smanjen * - iz dostupnih izvora nije uočljiv domaćin susreta prekrižen rezultat - poništena ili brisana utakmica p - utakmica prekinuta 3:0 p.f. / 0:3 p.f. - rezultat 3:0 bez borbe n.i. - nije igrano |                             |      |       |      |     |       |      |     |     |      |     |     |      |

 Izvori: 